# Список керівників держав 139 року
В даній статті представлені керівники державних утворень. Також фрагментарно зазначені керівники нижчих рівнів. З огляду на неможливість точнішого датування певні роки владарювання наведені приблизно.
Список керівників держав 139 року — це перелік правителів країн світу 139 року.
Список керівників держав 138 року — 139 рік — Список керівників держав 140 року — Список керівників держав за роками

## Європа
- Боспорська держава — цар Реметалк I (132-154)
- Ірландія — верховний король Конн Сто Битв (123-157)
- Римська імперія
  - імператор Антонін Пій (138-161)
    - консул Антонін Пій (139)
    - консул Гай Бруттій Презент Луцій Фульвій Рустік (139)
      - Римська Британія — Квінт Лоллій Урбік (138-142/144)
      - Нижня Германія — Квінт Лоллій Урбік (133-138)
      - Дакія — Луцій Анній Фабіан (138-141)
      - Нижня Мезія — Марк Антоній Гібер (136-139)
      - Верхня Паннонія — Тіт Гатерій Непот Ацінат Проб Публіцій Матеніан (138-142)
      - Нижня Паннонія — Клавдій Максим (137-141)
      - Реція — Маркус Семпроній Лібераліс (139-140)

## Азія
- Близький Схід
  - Велика Вірменія — цар Вагарш I (116/117-140/144)
- Іберійське царство — цар Фарасман III (135-185)
- Індія
  - Західні Кшатрапи — Рудрадаман I (130-150)
  - Кушанська імперія — великий імператор Канішка I (127-147)
  - Царство Сатаваханів — магараджа Вашиштіпутра Пулумайї (136-158/164)
- Китай
  - Династія Хань — імператор Лю Бао (125-144)
    - шаньюй південних хунну Цюйтежоші Чжуцзю (128—140)
- Корея
  - Когурьо — тхеван (король) Тхеджохо (53-146)
  - Пекче — король Керу (128-166)
  - Сілла — ісагим (король) Ільсон (134-154)
  - Осроена — Ма'ну VII (123—139); Ма'ну VIII (139-163)
- Персія
  - Парфія — шах Вологез II (105-147)
- Сипау (Онг Паун) — Сау Кам К'яу (127-207?)
- плем'я Хунну — шаньюй (вождь) Сюлі (128-140)
- Японія — тенно (імператор) Сейму (131-191)
  - Азія — Луцій Венулей Апроніан Октавій Пріск (138-139)
  - Галатія — Гай Юлій Скапула (136-139)
  - Лікія і Памфілія — Гней Аррій Корнелій Прокул (138-140)
  - Сирія — Секст Юлій Майор (136-140)

## Африка
- Царство Куш — цар Адекеталі (137-146)
  - Африка — Тит Сальвій Руфін Мініцій Опіміан (138-139)
  - Єгипет —  Гай Авідій Геліодор (137-142)